# 噔哚
噔哚，英文名Dumdue，粵語意为“倒霉到极点”，是於2005年成立的一队广州地下Hip-hop、Rap樂隊組合，前身为“蝉”乐队。

## 专辑
- 2006：《精神分裂》
- 2007：《Jazzy Do It》
- 2009：《Dumdue》
- 2011 : 《unreleased 2006-2011》

## 外部連結
- “噔哚”肥寶專輯話題火辣 把AV女優寫進歌裡（页面存档备份，存于）
- 地下乐队噔哚乐队：一边是排档 一边是音乐（页面存档备份，存于）